# سوفی بروندیش
سوفی بروندیش (به انگلیسی: Sophie Brundish) ژیمناست اهل کشور انگلستان است.